# Hoplophorella rafalskii
Hoplophorella rafalskii är en kvalsterart som först beskrevs av Wojciech Niedbała 1997.  Hoplophorella rafalskii ingår i släktet Hoplophorella och familjen Phthiracaridae. Inga underarter finns listade i Catalogue of Life.